# Agrilus cyanescens
Agrilus cyanescens is een keversoort uit de familie prachtkevers (Buprestidae). De kever komt voor in Europa en het noorden van Azië, exclusief China. Hij is geïntroduceerd in Noord-Amerika. 

## Beschrijving
De larven voeden zich met hout van levende struiken. Waardplanten zijn onder andere soorten uit de geslachten Lonicera, Symphoricarpos en Rhamnus. Volwassen kevers zijn van mei tot juli actief. Ze hebben een blauwe, groene of bronzen metaalglans.

## Ondersoorten
Er worden twee ondersoorten onderscheiden:
- Agrilus cyanescens cyanescens (Ratzeburg, 1837)
- Agrilus cyanescens johanidesi Niehuis, 1999